# Pressig
Pressig – gmina targowa w Niemczech, w kraju związkowym Bawaria, w rejencji Górna Frankonia, w regionie Oberfranken-West, w powiecie Kronach. Leży nad rzeką Haßlach, przy drodze B85 i linii kolejowej Monachium - Lipsk - Berlin. Najwyższym punktem gminy jest Marienroth (616 m n.p.m.).
Gmina położona jest 12 km na północ od Kronach, 40 km na zachód od Hof i 32 km na północ od Saalfeld/Saale.

## Dzielnice
W skład gminy wchodzą następujące dzielnice: 
| - Brauersdorf - Eila - Förtschendorf - Friedersdorf - Grössau | - Marienroth - Posseck - Pressig - Rothenkirchen - Welitsch |

## Polityka
Wójtem jest Georg Konrad (CSU). Rada gminy składa się z 17 członków:
|      | CSU | SPD | Bezpartyjny Związek Wyborczy | Razem     |
| 2002 | 12  | 4   | 1                            | 17 miejsc |

### Współpraca
Miejscowość partnerska:
- Wallern an der Trattnach, Austria